# Paul Sanford Methuen
Paul Sanford Methuen, 3. baron Methuen z Corshamu (Paul Sanford Methuen, 3rd Baron Methuen of Corsham) (1. září 1845, Corsham Court, Anglie – 30. října 1932, Corsham Court, Anglie) byl britský polní maršál. Pocházel ze šlechtické rodiny a od mládí sloužil v armádě. Jako jeden z velitelů britské armády v búrské válce zcela zklamal, přesto později postupoval v hodnostech, byl povýšen na polního maršála (1911) a za první světové války byl guvernérem na Maltě. Do smrti zastával čestné hodnosti, kromě toho od roku 1890 jako dědic baronského titulu zasedal ve Sněmovně lordů.

## Životopis

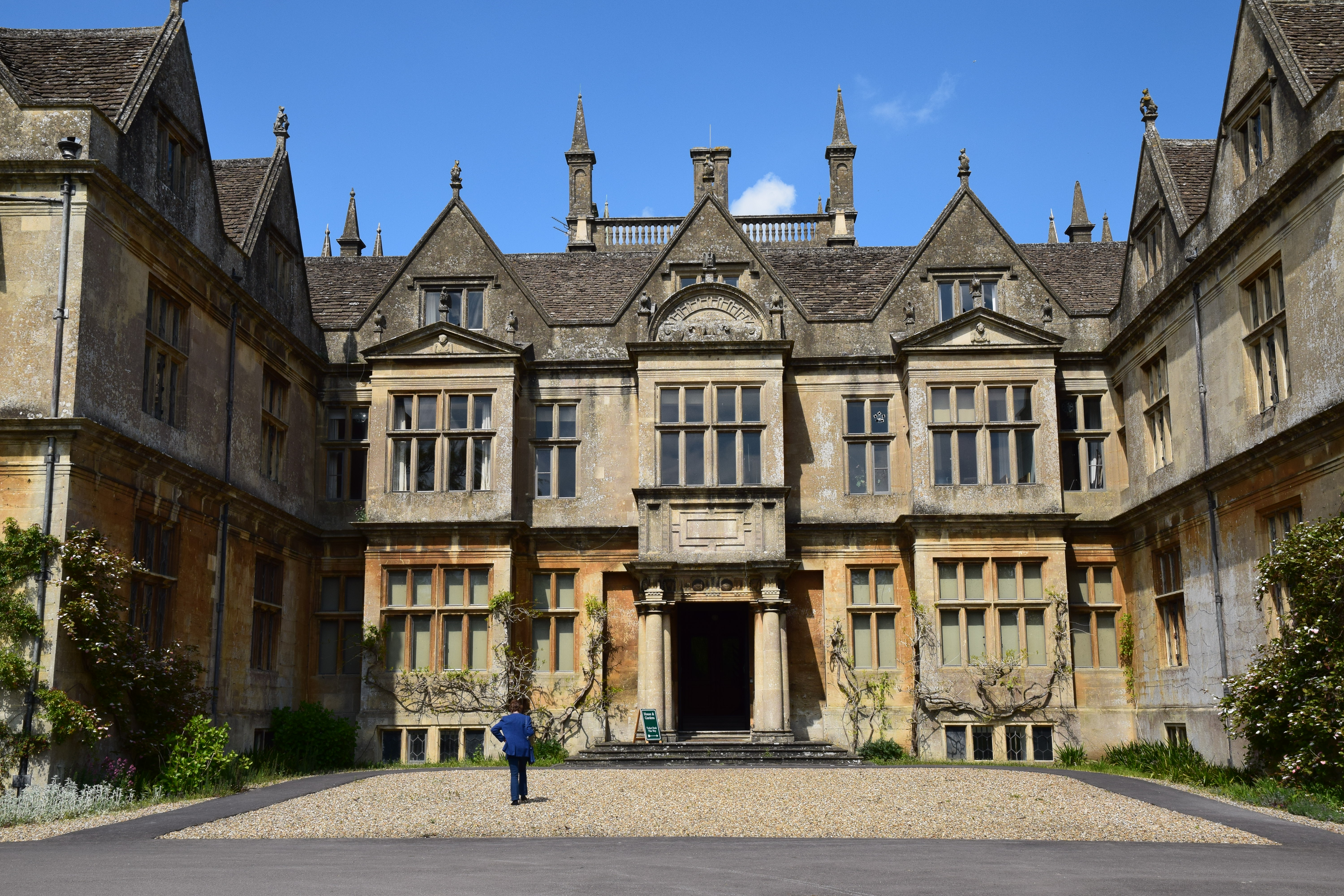
Zámek Corsham Court (Wiltshire), sídlo rodu Methuenů od poloviny 18. století

Pocházel ze starobylého rodu, z nějž v 18. století vynikli diplomaté John Methuen a Paul Methuen. Narodil se na rodovém sídle Corsham Court jako nejstarší syn Fredericka Methuena, 2. barona z Corshamu (1818–1891). Studoval v Etonu a od mládí sloužil v armádě, zúčastnil se válek v koloniích a již v roce 1867 byl kapitánem. Později zastával funkce spíše civilnějšího charakteru, byl vojenským atašé v Berlíně (1878–1881) a pobočníkem generálního ubytovatele armády (1881–1884). Od konce 80. let působil v jižní Africe, kde byl generálním pobočníkem (1888–1890) a v roce 1888 obdržel hodnost generálmajora. V roce 1890 zdědil po otci titul barona a stal se členem Sněmovny lordů.
V hodnosti generálporučíka (1898) byl v roce 1899 jedním z velitelů v búrské válce. Po několika taktických chybách byl poražen v bitvě u Magersfonteinu (1899). Poté se snažil zachránit svou reputaci, nakonec ale padl do zajetí, ze kterého byl propuštěn kvůli zranění a v roce 1902 se vrátil do Anglie. Přes neúspěch v jižní Africe si udržel přízeň dvora, v roce 1904 dosáhl hodnosti generála a v letech 1904–1932 byl velitelem skotských královských gard. V roce 1910 byl krátce guvernérem v Pretorii a v roce 1911 byl povýšen na polního maršála. Za první světové války byl guvernérem na Maltě (1915–1919), poté zastával čestný post guvernéra Toweru (1919–1932).
Po návratu z jižní Afriky obdržel velkokříž Řádu lázně (1902), v roce 1910 byl dekorován Viktoriiným řádem. Během první světové války získal Řád italské koruny (1917) a stal se rytířem francouzského Řádu čestné legie (1918). V roce 1919 obdržel Řád sv. Michala a sv. Jiří
Poprvé se oženil v roce 1878 s Evelyn Hervey-Bathurst (1847–1879), která však zemřela o rok později. Potomstvo měl až z druhého manželství s Mary Ethel Sanford (1861–1941). Titul barona zdědili postupně synové Paul Methuen, 4. baron z Corshamu (1886–1974), a Anthony Methuen, 5. baron z Corshamu (1891–1975). Oba byli absolventy oxfordské univerzity a zúčastnili se první světové války.